# Уоррен, Марсия
Марсия Уоррен (англ. Marcia Warren; род. 26 ноября 1943, Уотфорд) — британская актриса театра, кино и телевидения. В театре она играла в пьесе «Весёлое привидение» в роли Мадам Аркати, а также в пьесе «Море» (2008) в Королевском театре Хеймаркет. В 2022 и 2023 году она исполнила роль Королевы Елизаветы, королевы-матери в 5 и 6 эпизодах исторического драматического сериала Netflix «Корона».
Марсия Уоррен является двукратной лауреаткой премии Лоренса Оливье (1984, 2002).

## Биография
Уоррен обучалась актёрскому мастерству в Гилдхоллской школе музыки и театра в Лондоне, окончив её в 1963 году. После этого она пошла по стопам многих своих коллег-современников, выступая в стандартных репертуарах театров Великобритании — начав с должности помощника режиссёра в спектакле «Дэвид Копперфильд» в Солсбери.

## Карьера
С 1983 по 1986 годы она играла Веру в ситкоме BBC «В гостях хорошо, а дома лучше». С 2013 по 2016 она играла роль Пенелопы в ситкоме ITV «Грешники», а также играла главную роль Нэнни Мо в ситкоме 2014 года «На краю небес». Она также играла в сериалах «Соблюдая приличия», «Убийства в Мидсомере», «Улица Коронации» и «Внутри девятого номера». Кроме того, она появлялась в эпизодической роли в сериале «Шерлок» производства BBC (эпизод «Шесть Тэтчер»).

## Награды
Она выиграла две премии Лоренса Оливье за лучшую роль второго плана — первую в 1984 году за «Stepping Out (play)» и вторую в 2002 году за работу в пьесе «Humble Boy» в Королевском национальном театре. Она также была номинирована на премию в 2001 году за игру в пьесе «In Flame» в лондонском театре Амбассадорс.